# 6e division d'infanterie bavaroise
La 6e division d'infanterie bavaroise est une unité de l'armée bavaroise rattachée à l'armée allemande qui combat lors de la Première Guerre mondiale. Au début de la guerre, elle forme avec la 5e division d'infanterie bavaroise le IIIe corps d'armée bavarois rattaché à la VIe armée allemande. La division prend part aux combats de Lorraine vers Morhange, Charmes et autour de Nancy avant d'être engagée dans les Hauts de Meuse et de combattre vers Flirey.
La division reste stationnée autour du saillant de Saint-Mihiel jusqu'en juin 1916, où elle est transférée sur Verdun participant aux combats des mois de juin et de juillet autour de Fleury. Au cours de l'automne 1916, la 6e division d'infanterie bavaroise est déplacée dans la Somme et combat vers Flers, avant d'occuper un secteur calme en Artois. En 1917, la division est engagée à Arras, puis en novembre dans les derniers combats de la bataille de Passchendaele. En 1918, La division est engagée dans l'offensive Michael, puis est transférée sur le front belge avant de participer aux combats défensifs de l'été et de l'automne dans la Somme. Après la signature de l'armistice, la division est transportée en Allemagne où elle est dissoute au cours de l'année 1919.

## Première Guerre mondiale

### Composition

#### Temps de paix, début 1914
- 11e brigade d'infanterie royale bavaroise (de) (Ingolstadt)

10e régiment d'infanterie royal bavarois (de) (Ingolstadt)
13e régiment d'infanterie royal bavarois (de) (Ingolstadt), (Eichstätt)
- 12e brigade d'infanterie royale bavaroise (de) (Ratisbonne)

6e régiment d'infanterie royal bavarois (de) (Amberg)
11e régiment d'infanterie royal bavarois (de) (Ratisbonne)
- 6e brigade de cavalerie royale bavaroise (de) (Ratisbonne)

2e régiment de chevau-légers royal bavarois (de) (Ratisbonne)
7e régiment de chevau-légers royal bavarois (de) (Straubing)
- 6e brigade d'artillerie de campagne royale bavaroise (de) (Nuremberg)

3e régiment d'artillerie de campagne royal bavarois (de) (Grafenwöhr)
8e régiment d'artillerie de campagne royal bavarois (de) (Nuremberg)

#### Composition à la mobilisation - 1916
- 11e brigade d'infanterie bavaroise

10e régiment d'infanterie bavarois « roi Ludovic »
13e régiment d'infanterie bavarois « François Ferdinand I, empereur d'Autriche et roi de Hongrie »
- 12e brigade d'infanterie bavaroise

6e régiment d'infanterie bavarois « empereur Guillaume, roi de Prusse »
11e régiment d'infanterie bavarois « von der Tann »
- 6e brigade d'artillerie de campagne bavaroise

3e régiment d'artillerie de campagne bavarois « prince Léopold »
8e régiment d'artillerie de campagne bavarois « prince Henri de Prusse »
- 2e régiment de chevau-légers bavarois « Taxis »
- 2e compagnie du 3e bataillon de pionniers

#### 1917
- 11e brigade d'infanterie bavaroise

6e régiment d'infanterie bavarois « empereur Guillaume, roi de Prusse »
10e régiment d'infanterie bavarois « roi Ludovic »
13e régiment d'infanterie bavarois « François Ferdinand I, empereur d'Autriche et roi de Hongrie »
- 6e commandement d'artillerie divisionnaire bavarois

8e régiment d'artillerie de campagne bavarois « prince Henri de Prusse »
- 3 escadrons du 2e régiment de chevau-légers bavarois « Taxis »
- 6e bataillon de pionniers bavarois

#### 1918
- 11e brigade d'infanterie bavaroise

6e régiment d'infanterie bavarois « empereur Guillaume, roi de Prusse »
10e régiment d'infanterie bavarois « roi Ludovic »
13e régiment d'infanterie bavarois « François Ferdinand I, empereur d'Autriche et roi de Hongrie »
- 6e commandement d'artillerie divisionnaire bavarois

3e régiment d'artillerie de campagne bavarois « prince Léopold »
2e bataillon du 1er régiment d'artillerie à pied de réserve bavarois
- 3 escadrons du 2e régiment de chevau-légers bavarois « Taxis »
- 6e bataillon de pionniers bavarois

### Historique
Au déclenchement de la Première Guerre mondiale, la 6e division d'infanterie bavaroise forme avec la 5e division d'infanterie bavaroise le IIIe corps d'armée bavarois rattaché à la VIe armée allemande.

#### 1914 - 1915
- 4 - 20 août : arrivée de la 11e, puis de la 12e brigade d'infanterie bavaroise dans la région de Rémilly, puis concentration.

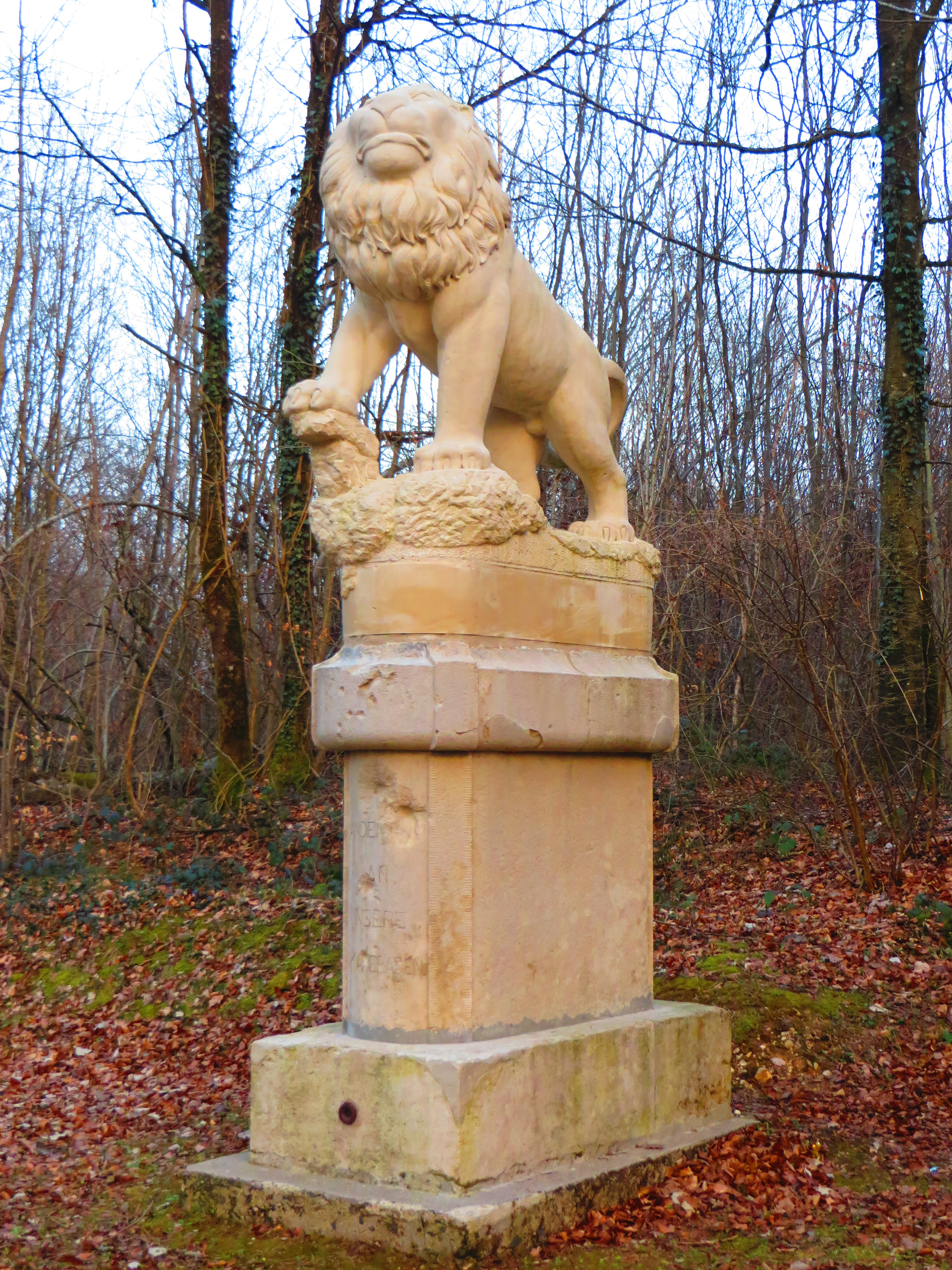
Mémorial à la prise du fort Victor.

- 20 - 22 août : engagée dans la bataille de Morhange, combat à la droite de la 5e division d'infanterie bavaroise vers Delme et Prévocourt. Poursuite des troupes françaises et franchissement de la frontière.

- 23 - 26 août : engagée dans la bataille de la trouée de Charmes, combat au nord de Lunéville vers Maixe et le long du Sânon sans grande progression.
- 27 août - 13 septembre : après quelques jours de réorganisation, la division combat lors de la bataille du Grand-Couronné et progresse vers Champenoux avant d'être bloquée. À partir du 11 septembre, retrait du front et concentration vers Metz.
- 14 - 27 septembre : mouvement vers Flirey. À partir du 19 septembre, engagée dans la bataille de Flirey ; les cotes de Meuse sont atteintes le 21 septembre. Le 27 septembre, la ville de Saint-Mihiel est capturée ainsi que le fort du Camp-des-Romains (ou fort Victor)[2].
- 28 septembre 1914 - 20 juin 1916 : la division occupe en alternance avec des périodes repos un secteur du front dans la région de Chauvoncourt, de Spada et de Lamorville.

#### 1916
- 20 juin - 8 août : retrait du front de la 11e brigade d'infanterie bavaroise, mouvement par Longuyon vers Verdun. Engagée à partir du 23 juin dans la bataille de Verdun avec l'Alpenkorps dans l'attaque de l'ouvrage de Thiaumont et subit de lourdes pertes[2]. Le 4 juillet, la 11e brigade est retirée du front et mise au repos.

13 - 26 juillet : la 12e brigade d'infanterie bavaroise est transférée du saillant de Saint-Mihiel et engagée à partir du 17 juillet dans le secteur de Fleury-devant-Douaumont. Elle subit des pertes très lourdes lors de cet engagement.
2 - 3 août : la division complète est en ligne dans le secteur de Fleury-devant-Douaumont, violents combats avec des pertes importantes.
- 8 août - 15 septembre : retrait du front, occupation d'un secteur dans le massif de l'Argonne. Puis la division est retirée du front et transportée par V.F. dans la Somme.
- 15 - 27 septembre : engagée dans la bataille de la Somme, combats violents et meurtriers autour de Flers et de Gueudecourt.
- 28 septembre 1916 - 10 mai 1917 : retrait du front, mouvement en Artois. Occupation d'un secteur du front vers Neuve-Chapelle et Festubert[2].

janvier 1917 : le 11e régiment d'infanterie et le 3e régiment d'artillerie de campagne bavarois sont transférés à la 16e division d'infanterie royale bavaroise nouvellement créée.

#### 1917
- 10 mai - 10 septembre : retrait du front, engagée dans la bataille d'Arras vers Oppy, Fresnoy-en-Gohelle, Acheville. Au cours des combats, la division subit, avec des pertes, plusieurs attaques aux gaz. Puis organisation et occupation d'un secteur du front dans la région à partir du 16 mai.
- 10 septembre - 8 octobre : retrait du front, mouvement vers les Flandres. À partir du 29 septembre, engagée dans la bataille de Passchendaele dans la région de nord-est de Langemark.

4 octobre : attaque britannique, la division est repoussée de Poelkapelle. Pertes importantes durant les combats.
- 8 - 18 octobre : retrait du front, réorganisation et repos.
- 18 octobre 1917 - 18 janvier 1918 : en ligne au sud du canal de La Bassée. Au cours de cette période, la division subit plusieurs attaques aux gaz. Le 18 janvier, la division est relevée par la 4e division de remplacement (en)[3].

#### 1918
- 18 janvier - 15 février : repos dans la région sud de Tournai.
- 15 - 24 février : relève de la 187e division d'infanterie, occupation d'un secteur au sud du bois Grenier (à l'ouest de Lille). Le 24 février, la division quitte le front, relevée par la 10e division de remplacement (en)[3].
- 24 février - 20 mars : repos et instruction dans la région de Lille. À partir du 15 mars, mouvement par étapes vers Cambrai.
- 20 - 26 mars : engagée dans l'offensive Michael dans la région de Bullecourt, attaques allemandes le 21 mars et les jours suivants avec de fortes pertes et des gains territoriaux minimes[3].
- 26 mars - 4 avril : retrait du front, transport par V.F. en Belgique.
- 4 - 19 avril : relève de la 214e division d'infanterie au sud de Dixmude face aux troupes belges. Le 17 avril, attaque par trois fois du front belge sans réussite et en laissant de nombreux prisonniers[3].
- 20 - 30 avril : retrait du front, repos dans la région sud de Bruges.
- 1er - 23 mai : transport par V.F. par Bruxelles, Namur, Sedan, Montmédy et repos au camp de Chauvency[3].
- 24 mai - 7 août : relève de la 22e division d'infanterie dans le secteur de Beaumont au nord de Verdun[3].
- 8 août - 11 novembre : retrait du front, mouvement vers la Somme. Repos dans la région de Roye, puis à partir du 16 août relève de la 206e division d'infanterie au bois des Loges[4]. Repli devant la progression des troupes alliées et combats défensifs vers Campagne, Matigny et Essigny-le-Grand.

29 septembre : violente contre-attaque allemande sur Essigny-le-Grand. En ligne jusqu'à la signature de l'armistice. La division est ensuite transférée en Allemagne où elle est dissoute au cours de l'année 1919.

## Chefs de corps
| Grade           | Nom                         | Date                                |
| --------------- | --------------------------- | ----------------------------------- |
| Generalleutnant | Carl von Horn               | 1er avril 1900 - 18 mars 1904       |
| Generalleutnant | Theodor von Zwehl           | 19 mars 1904 - 20 mai 1906          |
| Generalleutnant | Luitpold von Horn (de)      | 21 mai - 12 octobre 1906            |
| Generalleutnant | Friedrich von Pflaum (de)   | 13 octobre 1906 - 5 août 1909       |
| Generalleutnant | Karl von Martini (de)       | 6 août 1909 - 21 avril 1912         |
| Generalleutnant | Oskar von Xylander (de)     | 22 avril 1912 - 26 mars 1913        |
| Generalleutnant | Maximilian von Höhn (de)    | 27 mars 1913 - 17 février 1915      |
| Generalleutnant | Otto von Gyßling            | 17 février 1915 - 17 avril 1916     |
| Generalleutnant | Albert Koch                 | 17 avril - 10 juillet 1916          |
| Generalleutnant | Maximilian von Höhn         | 10 juillet - 16 octobre 1916        |
| Generalmajor    | Maximilian von Kirschbaum   | 16 - 23 octobre 1916                |
| Generalmajor    | Ignaz von Godin (de)        | 28 octobre 1916 - 28 septembre 1917 |
| Generalleutnant | Karl von Riedl (de)         | 30 septembre 1917 - 29 mai 1918     |
| Generalleutnant | Otto von Rauchenberger (de) | 29 mai - 19 décembre 1918           |
| Generalmajor    | Eugen von Zoellner (de)     | 20 décembre 1918 - 19 juin 1919     |